# Сарга (приток Сылвы)
Сарга — река в России, протекает по Свердловской области. Устье реки находится в 470 км по левому берегу реки Сылвы (пруд Сылвинский). Длина реки — 20 км, площадь водосборного бассейна — 158 км².

## Данные водного реестра
По данным государственного водного реестра России относится к Камскому бассейновому округу, водохозяйственный участок реки — Сылва от истока и до устья, речной подбассейн реки — Кама до Куйбышевского водохранилища (без бассейнов рек Белой и Вятки). Речной бассейн реки — Кама.
Код объекта в государственном водном реестре — 10010100812111100012234.